# Джеймс Ферґюсон (ватерполіст)
Джеймс Ферґюсон (англ. James Ferguson, 27 квітня 1949) — американський ватерполіст.
Бронзовий призер Олімпійських Ігор 1972 року.
Переможець Панамериканських ігор 1971 року, срібний призер 1975 року.